# Dimercaptobernsteinsäure
Dimercaptobernsteinsäure (DMSA von engl. Dimercaptosuccinic acid) ist eine organische Säure. In der meso-Form bildet sie wasserlösliche Komplexe mit den meisten Schwermetallen und wird daher in der Chelat-Therapie nach Schwermetallvergiftungen unter dem Freinamen Succimer eingesetzt.

## Isomerie
Dimercaptobernsteinsäure enthält zwei durch die gleichen Reste substituierte Stereozentren, es gibt also drei Stereoisomere: Die (2R,3R)-Form, die dazu spiegelbildliche (2S,3S)-Form und die dazu diastereomere meso-Dimercaptobernsteinsäure.
| Isomere von 2,3-Dimercaptobernsteinsäure |                                       |                                                  |                                       |
| Name                                     | (2R,3R)-2,3- Dimercaptobernsteinsäure | (2R,3S)- ≡ (2S,3R)-2,3- Dimercaptobernsteinsäure | (2S,3S)-2,3- Dimercaptobernsteinsäure |
| Andere Namen                             |                                       | meso-2,3- Dimercaptobernsteinsäure, Succimer     |                                       |
| Strukturformel                           |                                       |                                                  |                                       |
| CAS-Nummer                               | 10008-75-0                            | 304-55-2                                         | 27887-82-7                            |
| CAS-Nummer                               | 2418-14-6 (unspez.)                   |                                                  |                                       |
| EG-Nummer                                | –                                     | 206-155-2                                        | –                                     |
| EG-Nummer                                | 219-334-5 (unspez.)                   |                                                  |                                       |
| ECHA-Infocard                            | –                                     | 100.005.597                                      | –                                     |
| ECHA-Infocard                            | 100.017.577 (unspez.)                 |                                                  |                                       |
| PubChem                                  | 197883                                | 2724354                                          |                                       |
| PubChem                                  | 9354 (unspez.)                        |                                                  |                                       |
| Drugbank                                 |                                       | DB00566                                          |                                       |
| Drugbank                                 | DB14089 (unspez.)                     |                                                  |                                       |
| Wikidata                                 | Q81978333                             | Q423814                                          |                                       |
| Wikidata                                 | Q56604713 (unspez.)                   |                                                  |                                       |

In der meso-Form ist eines der Stereozentren (R)-, das andere (S)-konfiguriert.

## Verwendung
meso-DMSA (Succimer) wird als Komplexbildner für das radioaktive Technetium-Isotop 99mTc in der medizinischen Diagnostik (z. B. bei der Nierenszintigraphie) eingesetzt.
Bei akuten Schwermetallvergiftungen mit Quecksilber, Blei oder Arsen werden Succimer oder auch DMPS im Rahmen der Chelat-Therapie in Infusionslösungen eingesetzt und bilden hier das Mittel der Wahl; bei chronischen Schwermetallvergiftungen liegen – mit Ausnahme der Bleiintoxikation im Kindesalter – jedoch noch keine ausreichenden Daten für den sinnvollen Einsatz vor.
Aufgrund von gemeldeten Nebenwirkungen unterliegt Succimer seit 2017 nach einer Stellungnahme des BfArM der Verschreibungspflicht.
Berichte, nach denen DMSA die Blut-Hirn-Schranke von Mäusen überwinden kann, scheinen keine fundierte Basis zu haben, da DMSA die lipophile Eigenschaft fehlt, die für die Passage der Blut-Hirn-Schranke notwendig ist. meso-DMSA wird schnell vom menschlichen Körper metabolisiert und fast ausschließlich über den Urin ausgeschieden. Ihre Halbwertszeit im Blut beträgt circa 3,2 Stunden. Bekannte Nebenwirkungen sind Hautausschläge, Störungen im Verdauungstrakt und in einigen Fällen Neutropenie. Trotzdem gilt meso-DMSA als der verträglichste der Dimercapto-Chelatbilder.